# (6992) Minano-machi
(6992) Minano-machi est un astéroïde de la ceinture principale.

## Description
(6992) Minano-machi est un astéroïde de la ceinture principale. Il fut découvert le 27 janvier 1995 à Oizumi par Takao Kobayashi. Il présente une orbite caractérisée par un demi-grand axe de 3,01 UA, une excentricité de 0,07 et une inclinaison de 10,5° par rapport à l'écliptique.

## Compléments